# Codex Palatinus germanicus 5

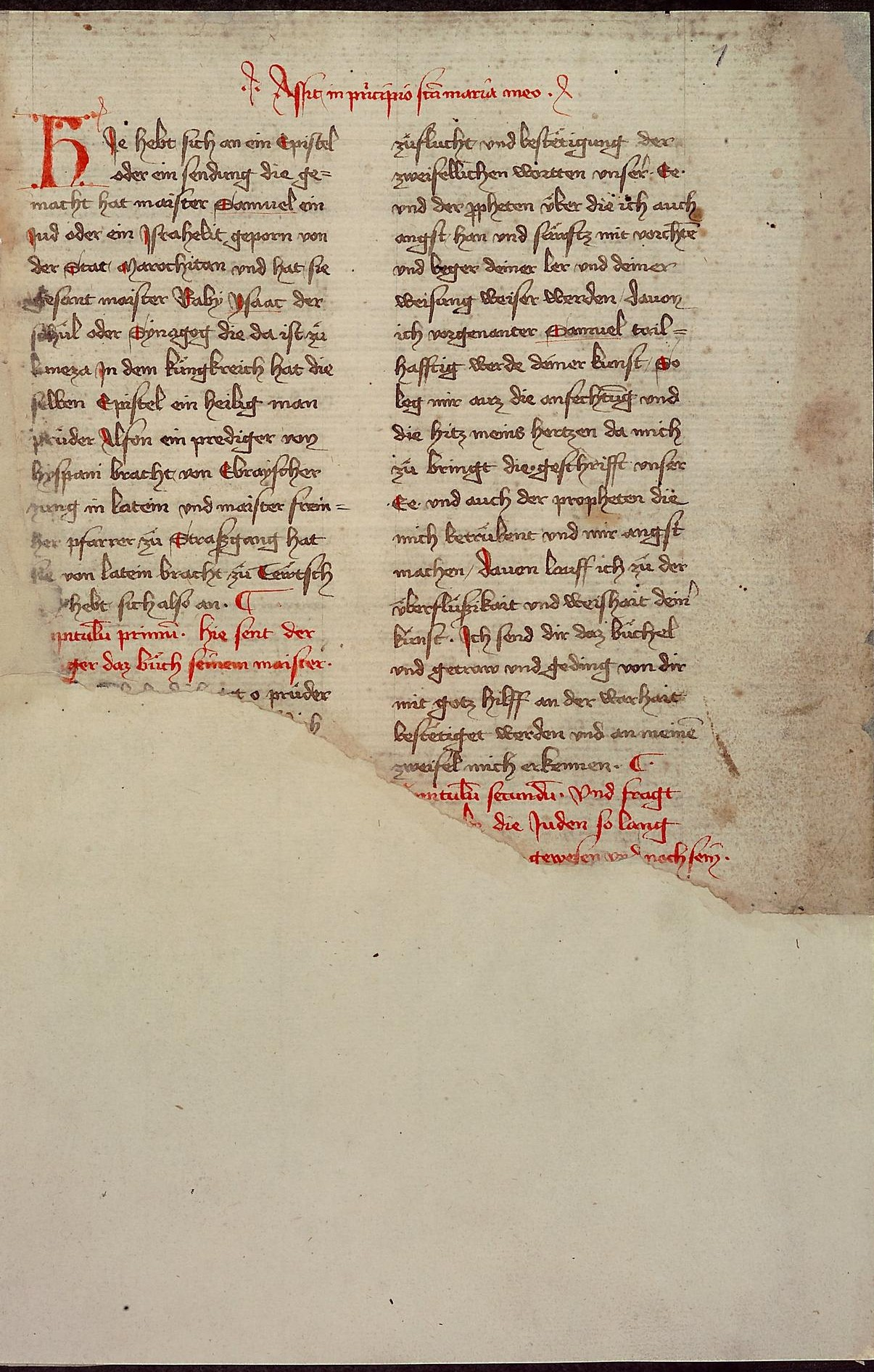
Cod. Pal. germ. 5, Blatt 1r: Irmhart Öser, Epistel des Rabbi Samuel an Rabbi Isaak (Anfang)

Der Codex Palatinus germanicus 5 ist eine spätmittelalterliche Handschrift der ehemaligen Bibliotheca Palatina in Heidelberg. Der Codex gehört zu den Codices Palatini germanici, den deutschsprachigen Handschriften der Palatina, die seit 1816 in der Universitätsbibliothek Heidelberg aufbewahrt werden; Signatur der UB-Heidelberg und gängige fachwissenschaftliche Bezeichnung ist Cod. Pal. germ. 5 (Kurzform: Cpg 5).
Neben der Gmünder Chronik enthält die Sammelhandschrift die deutsche Version der Ungarnchronik Heinrichs von Mügeln, die antijüdische Polemik Epistel des Rabbi Samuel an Rabbi Isaak von Irmhart Öser sowie kürzere medizinische Texte.
Die Handschrift entstand im ersten Viertel des 15. Jahrhunderts, vermutlich in Bayern.

## Beschreibung

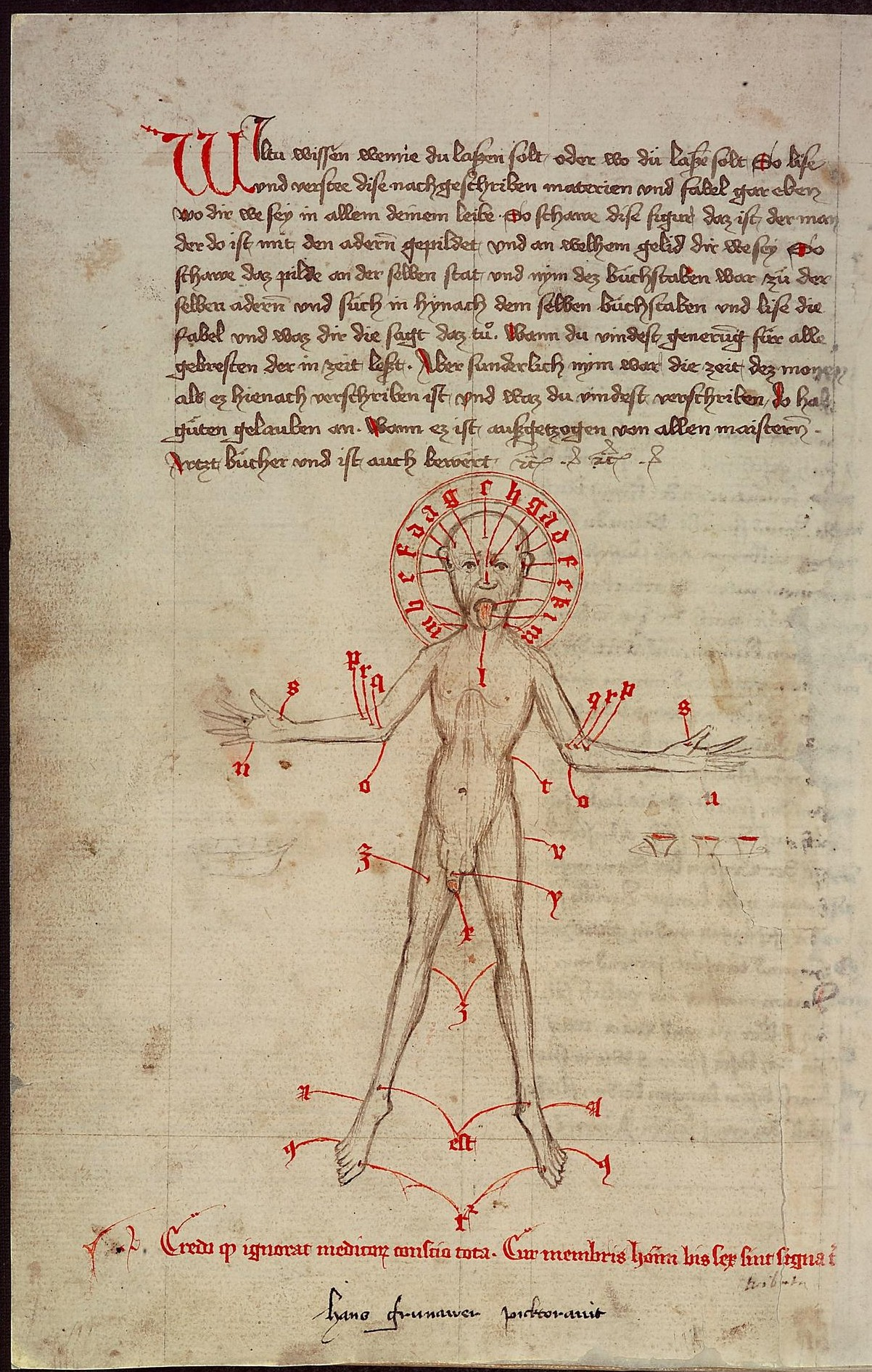
Cod. Pal. germ. 5, Blatt 13v: Aderlassregeln, Aderlassmännchen

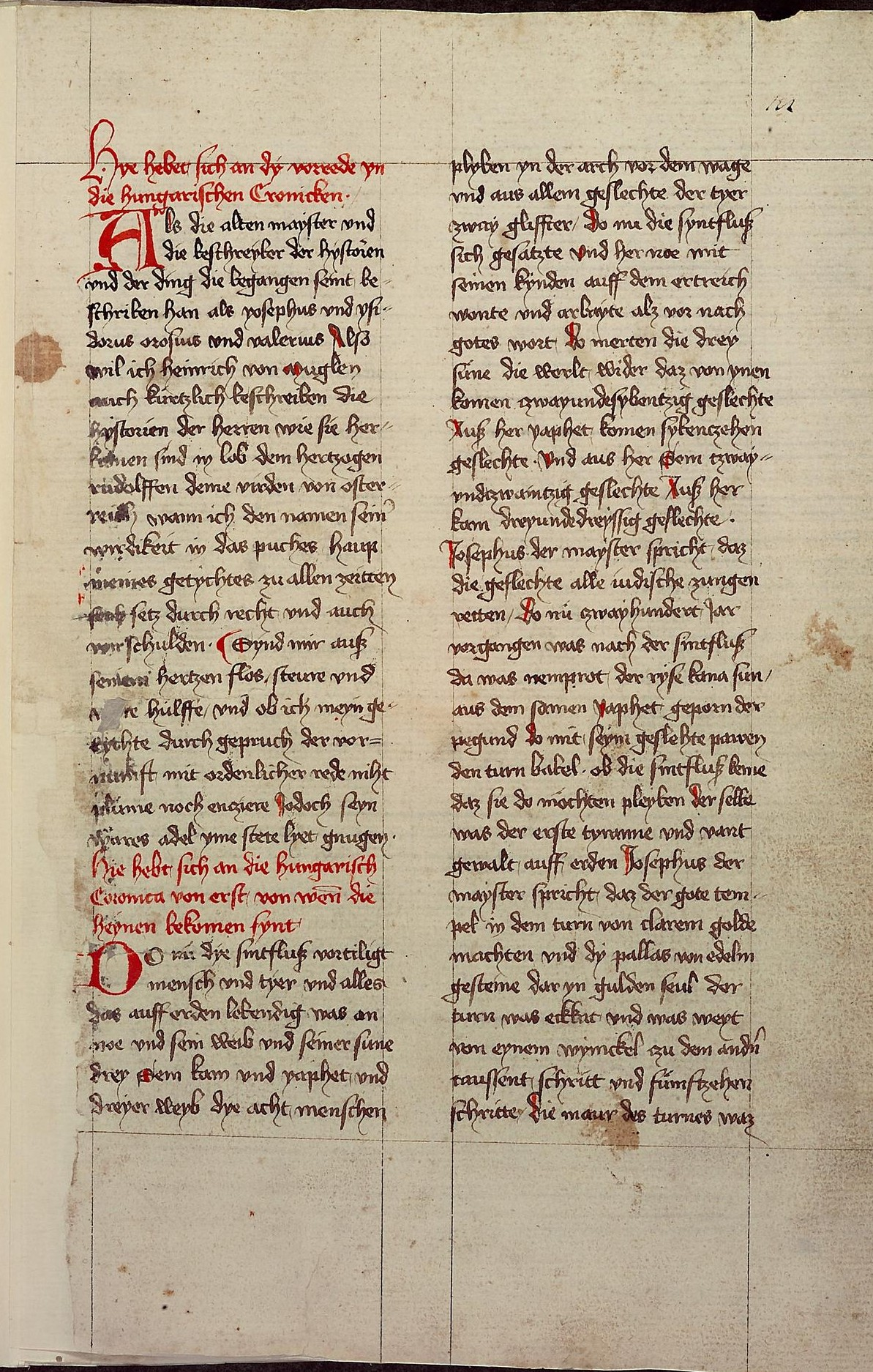
Cod. Pal. germ. 5, Blatt 18r: Heinrich von Mügeln, Ungarnchronik (deutsch, Anfang)

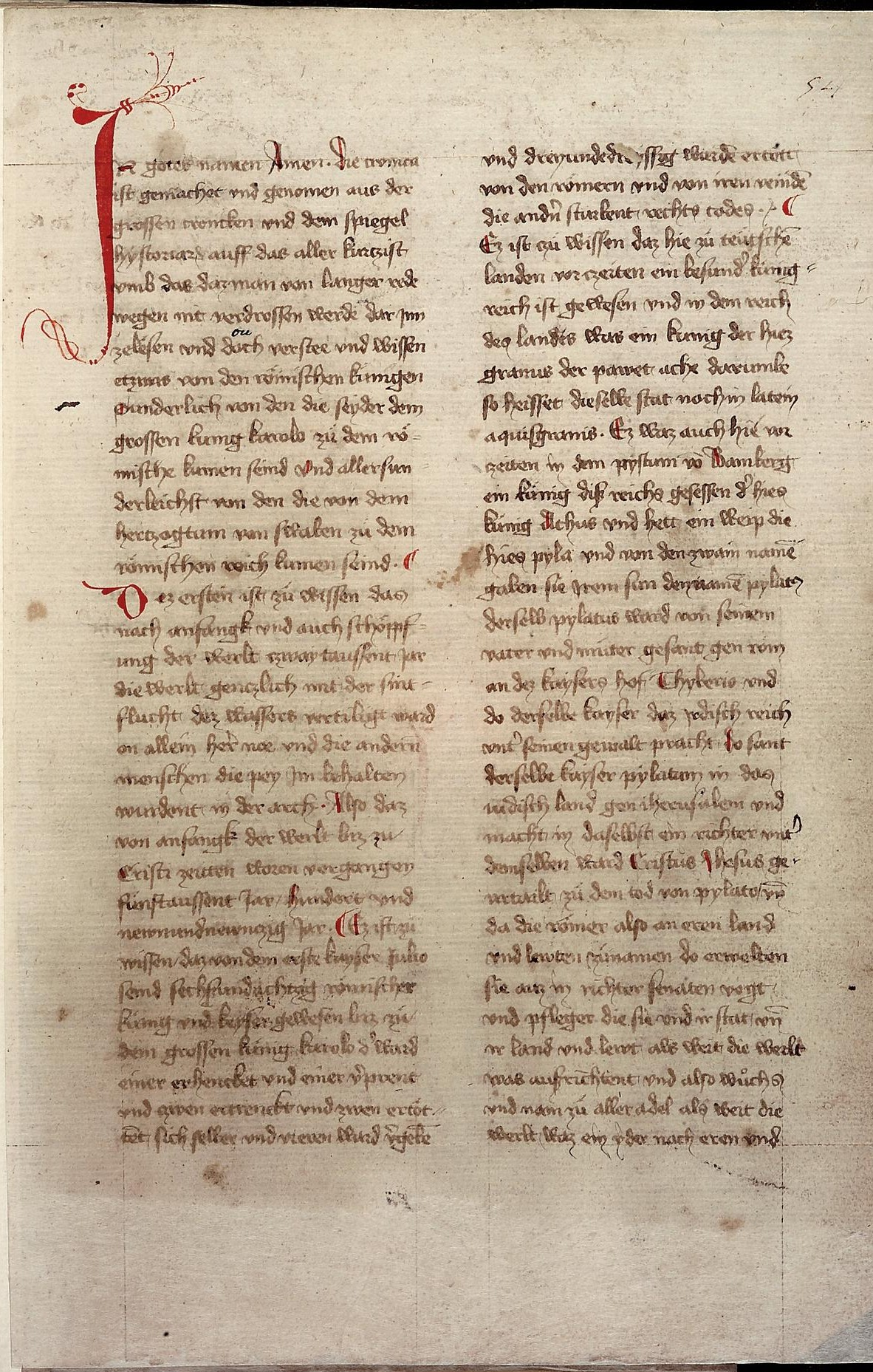
Cod. Pal. germ. 5, Blatt 54r: Gmünder Chronik (Anfang)

Der Codex ist eine Papierhandschrift mit 79 Blättern, davon beschrieben die Blätter 1r bis 68v. Bei der Restaurierung 1977 wurden alle Blätter an Falze gehängt und neu geheftet.
Blatt 1 ist unten abgerissen, etwa die Hälfte des Textes ist verloren. Weil die Blätter falsch gebunden wurden, ist die in der Handschrift vorliegende Reihenfolge der Blätter fehlerhaft, die richtige Folge wäre: Blätter 1–22, 35–36, 25–34, 23–24, 37–68. Die wenigen Reklamanten (Blätter 23v, 35v, 47v, 59v) ermöglichen die Rekonstruktion der ursprünglichen Lageneinteilung. Die Foliierung des 17. Jahrhunderts zählt die Blätter 1 bis 68; die unbeschriebenen Blätter sind mit moderner Zählung versehen.
Die Blattgröße des Codex beträgt 30 × 20,2 cm, dabei ist ein Schriftraum von 21,5 × 14,5 cm beschrieben mit 30 bis 35 Zeilen pro Seite, normalerweise zweispaltig beschrieben, Blatt 13v mit dem Bild eines Aderlassmännchens ist einspaltig beschrieben. Durchgehende Schriftform ist die Bastarda, geschrieben von einer Hand; die Federproben auf Blatt 68v und Anmerkungen am Rand des Textes der Ungarnchronik sind von einer zweiten Hand. Kapitelanfänge sind mit roten Lombarden über zwei bis drei Zeilen markiert.
Die Handschrift ist in einem römischen Pergamenteinband aus dem 17. Jahrhundert überliefert, der bei der Restaurierung 1977 erneut eingebunden wurde.

## Herkunft
Aufgrund der Wasserzeichen lässt sich die Entstehungszeit der Handschrift auf das erste Viertel des 15. Jahrhunderts datieren; die bairische Schreibsprache des einzigen Schreibers lässt Bayern als Entstehungsort vermuten.
Über den Entstehungszusammenhang der Handschrift ist ansonsten nichts bekannt, auch nicht, wie sie nach Heidelberg gelangte. Der in der Handschrift überlieferte Name des Illustrators Hans Grünauer (Blatt 13v: hans grunawer picktoravit) ist ebenfalls nicht weiter bekannt.
Wie die anderen Handschriften der kurfürstlich-pfälzischen Bibliotheken kam der Codex nach der Eroberung der Kurpfalz im Dreißigjährigen Krieg 1622 nach Rom in den Besitz der Vatikanischen Bibliothek und wurde mit den anderen deutschsprachigen Beständen der Palatina im Rahmen der Regelungen während des Wiener Kongresses erst 1816 nach Heidelberg zurückgeführt.

## Inhalte
Erster Teil der Handschrift (Blätter 1r–13r) ist die Epistel des Rabbi Samuel an Rabbi Isaak von Irmhart Öser. Der Text ist ein fingierter Brief eines Rabbis, der zur Konversion zum Christentum argumentiert, im Kern eine polemische Rechtfertigung des Christentums. Die antijüdische Schrift ist mit mehr als 50 Handschriften breit überliefert; auch im Textkorpus der Bibliotheca Palatina findet sich in der Sammelhandschrift Cod. Pal. germ. 60 eine weitere Abschrift. Die lateinische Vorlage von Ösers Übertragung, die Epistula rabbi Samuel de Fez de adventu Messiae, missa rabbi Isaac des Alphonsus Bonihominis, zählt zu den sogenannten adversus-judaeos-Texten, gegen Juden gerichtete christliche Streitschriften.
Darauf folgen Aderlassregeln (Blätter 13v–16v), illustriert mit einem „Aderlassmännchen“ mit Kennzeichnung der Lass-Stellen, gefolgt von einem Monatsregimen, einer knappen Diätetik.
Die abschließenden längeren Teile des Codex sind zwei chronikalische Texte. 
Die deutschsprachige Ungarnchronik Heinrichs von Mügeln (Blätter 18r–53v) ist, anders als das gleich benannte lateinische Werk desselben Autors, eine Prosa-Schrift. Die Chronik gibt eine Geschichte Ungarns von der Sündflut bis 1333 in 73 Kapiteln. Die Heidelberger Fassung ist eine von neun überlieferten Handschriften des Werks. Am Rand außerhalb des Schriftraums finden sich Notizen eines Benutzers; auf den fehlerhaft eingebundenen Blättern (s. o., Abschnitt Beschreibung) stehen Hinweise mit Bleistift zur korrekten Reihenfolge.
Auf den Blättern 54r–68r ist die Langfassung der Gmünder Chronik überliefert, einer Kaiserchronik, eingeleitet mit einer knappen Übersicht über die Weltgeschichte seit der Schöpfung. Die Heidelberger Handschrift ist bis 1377 geführt und bietet nach Peter Johanek möglicherweise die Ur-Version der Gmünder Chronik.
Auf dem letzten beschriebenen Blatt 68v finden sich Federproben, u. a. ein paar Verse des Meistersingers Muskatblüt und des mittelalterlichen Spruchdichters Regenbogen.